# MacQuarrie Edge
MacQuarrie Edge är en bergstopp i Antarktis. Den ligger i Östantarktis. Argentina och Storbritannien gör anspråk på området. Toppen på MacQuarrie Edge är 760 meter över havet.
Terrängen runt MacQuarrie Edge är huvudsakligen kuperad, men åt nordost är den platt. Trakten är obefolkad. Det finns inga samhällen i närheten. 